# Auvers-sous-Montfaucon
Auvers-sous-Montfaucon ist eine französische Gemeinde mit 229 Einwohnern (Stand 1. Januar 2022) in der Region Pays de la Loire im Département Sarthe. Sie gehört zum Arrondissement La Flèche und zum Kanton Loué. Die Bewohner werden Auversois und Auversoises genannt.

## Lage und Verkehrsanbindung
Die Gemeinde, die mit 7,49 Quadratkilometern zu den zahlreichen kleinen Gemeinden Frankreichs zählt, liegt auf durchschnittlich 65 m Meereshöhe etwa 23 km westlich von Le Mans. Sie ist über die Departementstraße D 57 von Longnes aus in 1,7 km in südlicher Richtung zu erreichen.

## Bevölkerungsentwicklung
| Jahr                       | 1962 | 1968 | 1975 | 1982 | 1990 | 1999 | 2006 | 2018 | 2021 |
| Einwohner                  | 221  | 193  | 170  | 167  | 182  | 189  | 226  | 242  | 228  |
| Quellen: Cassini und INSEE |      |      |      |      |      |      |      |      |      |

## Sehenswürdigkeiten
- Kirche Saint-Pierre et Saint-Paul, Bauphasen des 10., 12. und 16. Jahrhunderts, Langhaus mit hölzernem Tonnengewölbe, zwei Seitenkapellen; in der Südkapelle über Eck geführtes Fresko „Die leidende Menschheit hilft Jesus das Kreuz tragen“, 16. Jahrhundert; beim Hauptaltar im Chor Terrakottafiguren des hl. Paulus und einer Madonna
- Alte „Maisons“ (Herrensitze)
- Lavoir (historisches öffentliches Waschhaus)
- Ruinen der mittelalterlichen Burg von Montfaucon

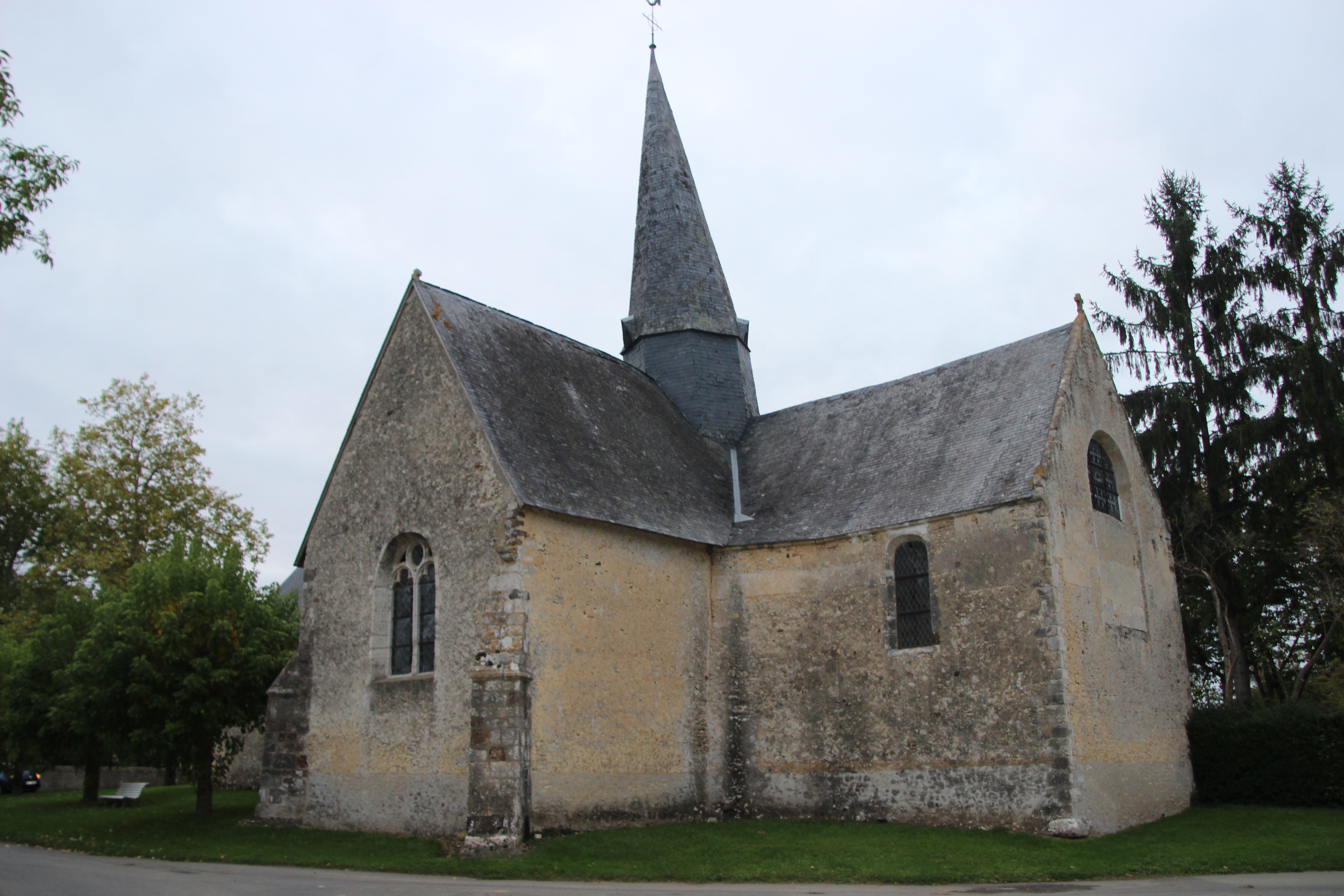
Kirche Saint-Pierre et Saint-Paul
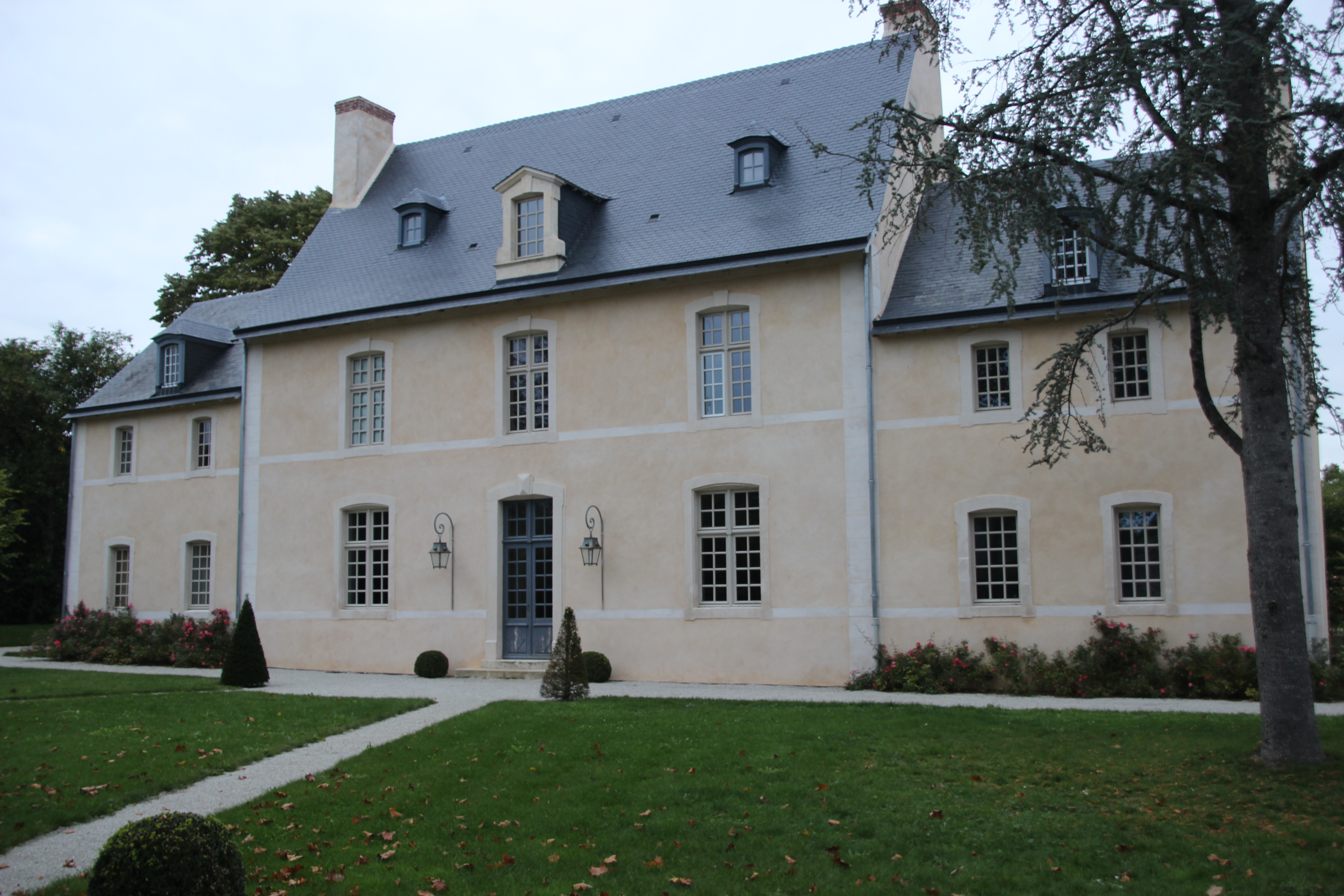
Maison